# Wiesbaden-Nordenstadt

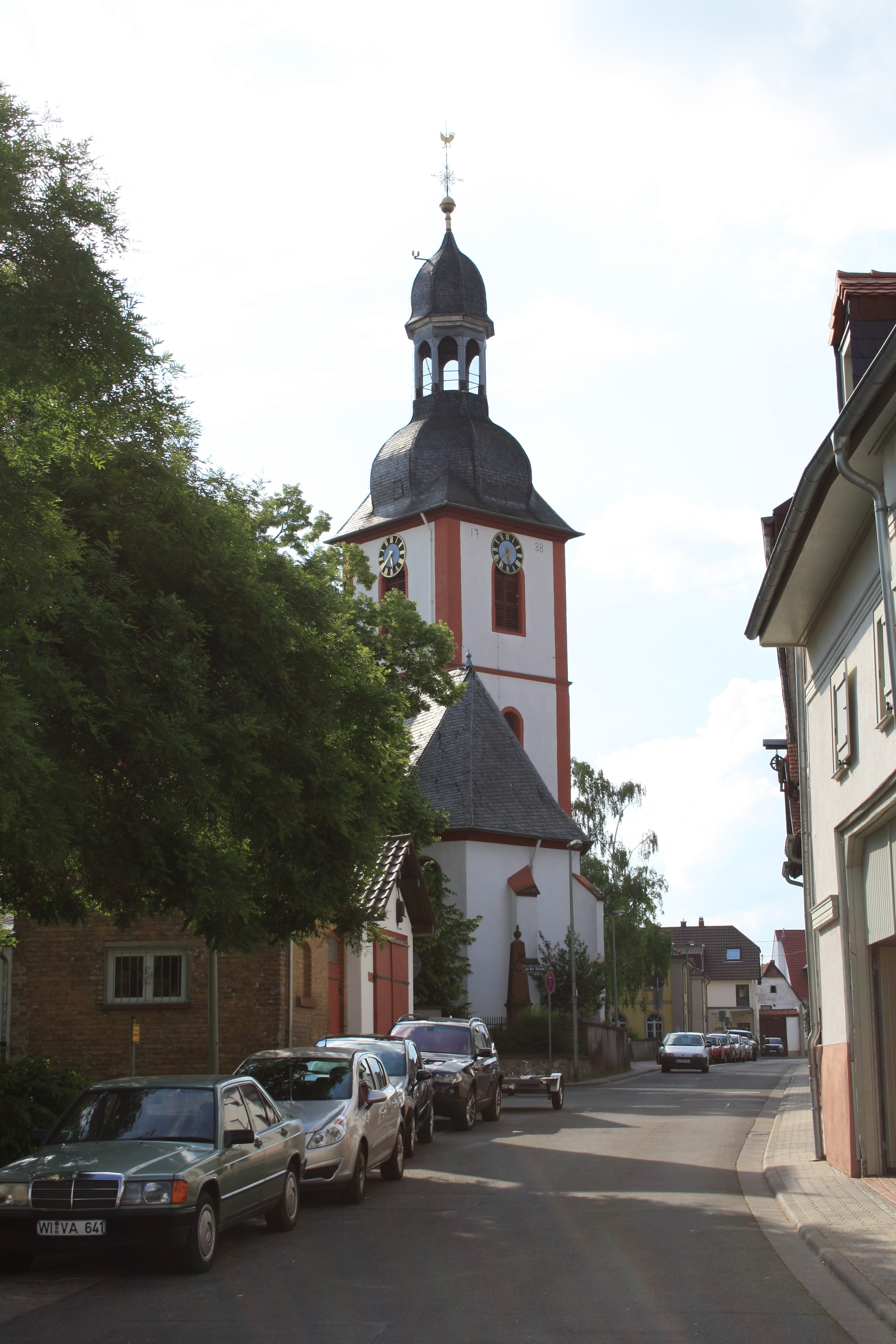
Evangelische Kirche

Nordenstadt ist ein Ortsbezirk im Südosten der hessischen Landeshauptstadt Wiesbaden.

## Geographie
Die vier Wiesbadener Ortsbezirke Igstadt, Erbenheim, Breckenheim und Delkenheim sowie Wallau (Stadt Hofheim am Taunus) grenzen an Nordenstadt.

## Geschichte
Es wird vermutet, dass Nordenstadt bereits in der Keltenzeit als kleine Siedlung bestand und somit, wie auch der Nachbarort Wallau, bereits seit über 2000 Jahren besteht. Das vermutlich älteste archäologische Relikt Nordenstadts, ein fränkisches Gräberfeld am damaligen Ortsausgang (heute: Grabenweg), wurde allerdings erst auf das 6. Jahrhundert n. Chr. datiert. Urkundlich wurde Nordenstadt erstmals im Jahr 950 als Nornestadt erwähnt, als König Otto I. dem Vasallen seines Sohnes Ludolf, Grafen Gerung, sechs Hufen Land in den Gemarkungen Wallau, Breckenheim und Nordenstadt schenkte. In den folgenden Jahrhunderten wechselte der Ortsname, der sich frei als „Wohnstätte des Nornin oder Nonin“ und auf den fränkischen Ursprung seiner Bewohner hinweist, mehrere Male. Im Jahr 1145 erhielt der Ort schließlich seinen heutigen Namen.
Das älteste Gebäude des Ortes ist der Erbacher Hof.
In Nordenstadt gab es bis in die 1930er Jahre 15 jüdische Familien, die teils am südlichen Rand des alten Ortskerns, teils im damaligen Neubaugebiet des westlichen Ortskerns wohnte. Nach dem Novemberpogrom 1938 verschlechterte sich die Lebenssituation auch der Nordenstadter Juden immer mehr, wer konnte ergriff die Flucht ins Ausland. Vierzehn jüdische Bürgerinnen und Bürger sind 1943 deportiert und ermordet worden. Weitere fünfzehn gebürtige Nordenstadter wurden aus anderen Orten verschleppt und sind ebenfalls Opfer des Holocaust geworden. Daran erinnern die Stolpersteine in Nordenstadt.

### Hessische Gebietsreform
Der Ort wurde am 1. Januar 1977 im Rahmen der hessischen Gebietsreform kraft Landesgesetz nach Wiesbaden eingemeindet.

### Staats- und Verwaltungsgeschichte
Die folgende Liste zeigt die Staaten und Verwaltungseinheiten, denen Nordenstadt angehört(e):
- 1433: Heiliges Römisches Reich, Herrschaft Eppstein-Münzenberg
- ab 1492: Heiliges Römisches Reich, Landgrafschaft Hessen, Amt Eppstein
- ab 1567: Heiliges Römisches Reich, Landgrafschaft Hessen-Marburg, Amt Eppstein[7]
- 1604–1648: Heiliges Römisches Reich, strittig zwischen Landgrafschaft Hessen-Darmstadt und Landgrafschaft Hessen-Kassel (Hessenkrieg)
- ab 1604: Heiliges Römisches Reich, Landgrafschaft Hessen-Darmstadt, Oberfürstentum Hessen, Amt Eppstein
- ab 1643: Heiliges Römisches Reich, Landgrafschaft Hessen-Darmstadt, Oberfürstentum Hessen, Amt Wallau
- ab 1803: Heiliges Römisches Reich, Fürstentum Nassau-Usingen, Amt Wallau
- ab 1806: Herzogtum Nassau, Amt Wallau
- ab 1817: Herzogtum Nassau, Amt Hochheim
- ab 1849: Herzogtum Nassau, Kreisamt Höchst
- ab 1854: Herzogtum Nassau, Amt Hochheim
- ab 1867: Königreich Preußen, Provinz Hessen-Nassau, Regierungsbezirk Wiesbaden, Mainkreis
- ab 1871: Deutsches Reich, Königreich Preußen, Provinz Hessen-Nassau, Regierungsbezirk Wiesbaden, Mainkreis
- ab 1886: Deutsches Reich, Königreich Preußen, Provinz Hessen-Nassau, Regierungsbezirk Wiesbaden, Kreis Wiesbaden
- ab 1918: Deutsches Reich, Freistaat Preußen, Provinz Hessen-Nassau, Regierungsbezirk Wiesbaden, Kreis Wiesbaden
- ab 1928: Deutsches Reich, Freistaat Preußen, Provinz Hessen-Nassau, Regierungsbezirk Wiesbaden, Main-Taunus-Kreis
- ab 1944: Deutsches Reich, Freistaat Preußen, Provinz Nassau, Main-Taunus-Kreis
- ab 1945: Deutsches Reich, Amerikanische Besatzungszone, Groß-Hessen, Regierungsbezirk Wiesbaden, Main-Taunus-Kreis
- ab 1946: Deutsches Reich, Amerikanische Besatzungszone, Hessen, Regierungsbezirk Wiesbaden, Main-Taunus-Kreis
- ab 1949: Bundesrepublik Deutschland, Hessen, Regierungsbezirk Wiesbaden, Main-Taunus-Kreis
- ab 1968: Bundesrepublik Deutschland, Hessen, Regierungsbezirk Darmstadt, Main-Taunus-Kreis
- ab 1977: Bundesrepublik Deutschland, Hessen, Regierungsbezirk Darmstadt, Wiesbaden

## Religion
In Nordenstadt existieren folgende Kirchen: die evangelische Kirche in der Turmstraße, die katholische Kirche Christ König in der Borkestraße sowie die freievangelische Move Church (ehemals Christliches Zentrum Wiesbaden) im Daimlerring.

## Politik

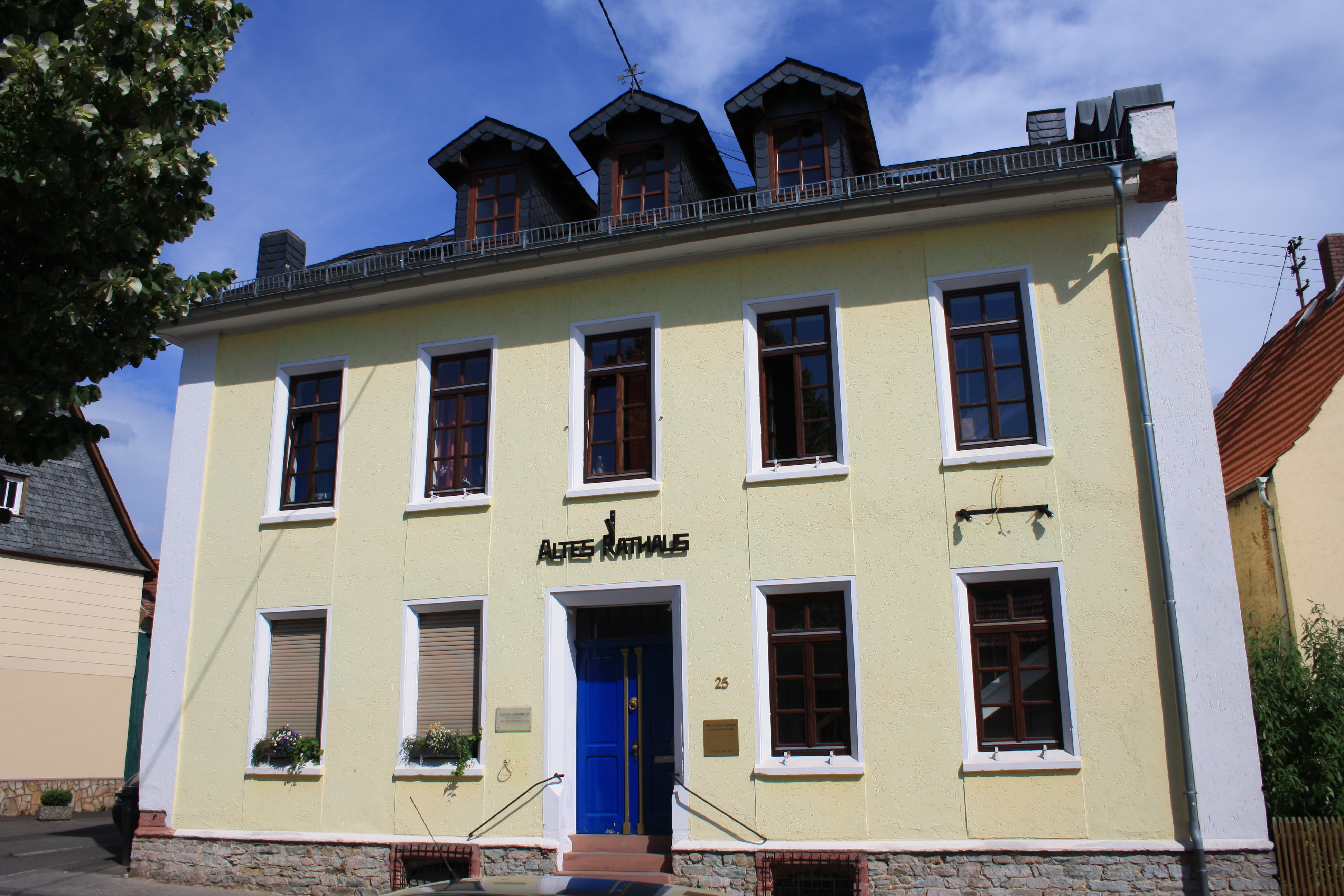
Das alte Rathaus von Nordenstadt

### Wahlergebnisse zum Ortsbeirat
| Ortsbeiratswahl Nordenstadt 2021Wahlbeteiligung: 47,4 % 3020100 27,3 %26,8 %23,8 %15,7 %6,4 %n. k. %n. k. % SPDCDUNcZfNFDPFWGrüneGewinne und Verlusteim Vergleich zu 2016 %p 25 20 15 10 5 0 −5−10−15−20−25−7,2 %p−20,5 %p+23,8 %p+15,7 %p−1,5 %p−6,7 %p−3,7 %pSPDCDUNZfNFDPFWGrüneAnmerkungen:c Norschter | Sitzverteilung im Ortsbeirat Nordenstadt 2021Insgesamt 9 Sitze - SPD: 3 - Norschter: 2 - ZfN: 1 - CDU: 2 - FDP: 1 |

Seit der Eingliederung nach Wiesbaden 1977 wird im Rahmen der Kommunalwahlen in Hessen auch der Ortsbeirat des Ortsbezirkes Nordenstadt gewählt. Nach den einzelnen Wahlergebnissen ergab sich jeweils folgende Sitzverteilung:
|      | CDU | SPD | GRÜNE | FDP | FW | Norschter | ZfN | Gesamt |
| 2021 | 2   | 3   | 0     | 1   | 0  | 2         | 1   | 9      |
| 2016 | 4   | 3   | 0     | 1   | 1  | —         | —   | 9      |
| 2011 | 5   | 3   | 1     | 0   | 0  | —         | —   | 9      |
| 2006 | 6   | 4   | 0     | 1   | 0  | —         | —   | 11     |
| 2001 | 5   | 5   | 0     | 1   | 0  | —         | —   | 11     |
| 1997 | 4   | 5   | 1     | 1   | 0  | —         | —   | 11     |
| 1993 | 4   | 5   | 0     | 2   | 0  | —         | —   | 11     |
| 1989 | 3   | 4   | 1     | 1   | 0  | —         | —   | 9      |
| 1985 | 3   | 4   | 1     | 1   | 0  | —         | —   | 9      |
| 1981 | 4   | 4   | 0     | 1   | 0  | —         | —   | 9      |
| 1977 | 4   | 3   | 0     | 0   | 0  | —         | —   | 7      |

### Wappen
Das Wappen Nordenstadts zeigt ein Buch, das die Bibel darstellt, sowie zwei Zahnräder, die für das Industriegebiet stehen.
Es gibt auch ein altes Stadtsiegel, auf dem Bartholomäus mit einer Bibel und einem Schwert zu sehen ist.

## Wirtschaft und Infrastruktur
In unmittelbarer Nähe befindet sich der Flugplatz Erbenheim.

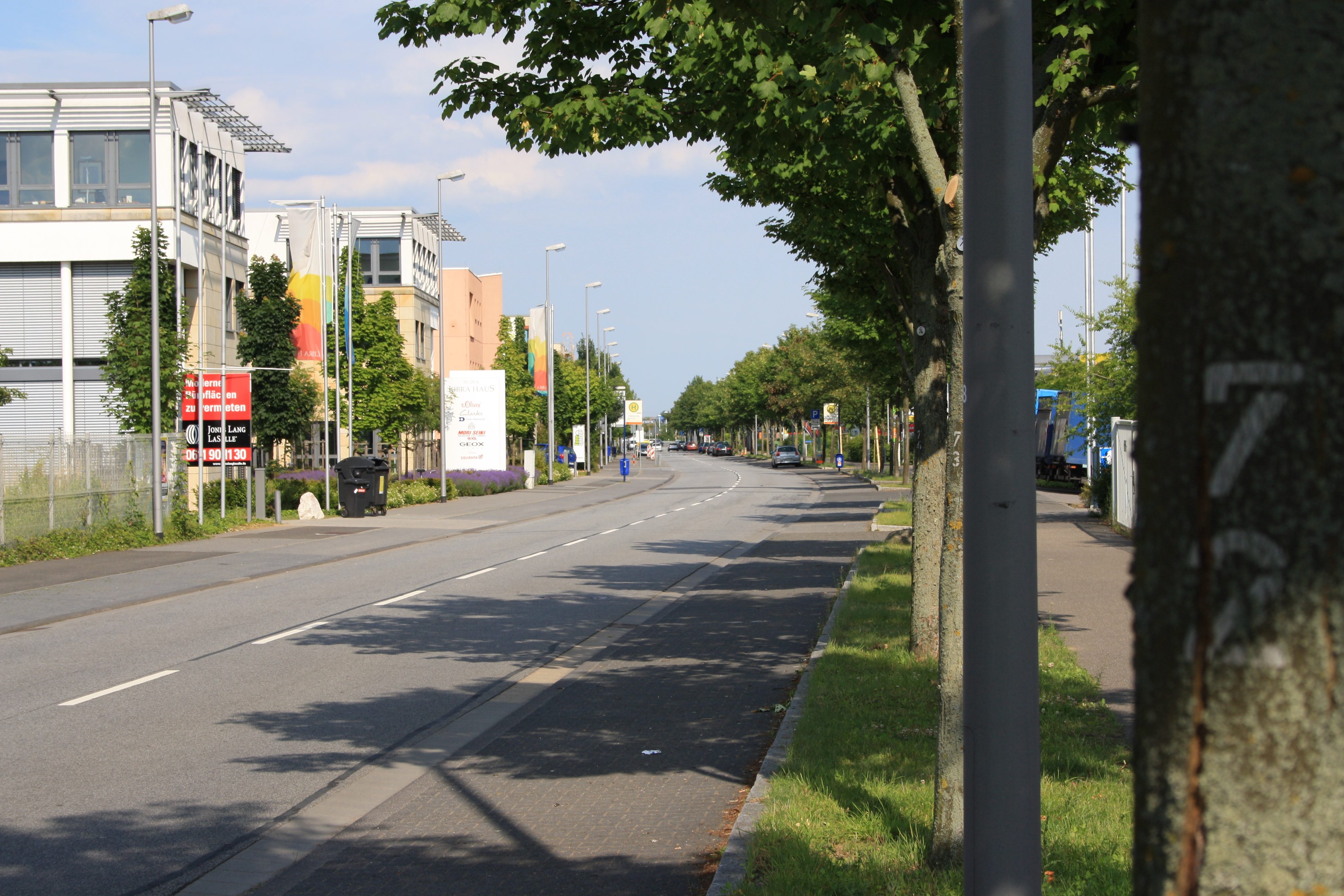
Industriegebiet in Nordenstadt

Nordenstadt zeichnet sich durch ausgedehnte Gewerbegebiete aus, die über die Bundesautobahn 66 zu erreichen sind.
Für Kinder und Jugendliche bietet der Stadtteil folgende Einrichtungen:
- Sechs Kindertagesstätten (Kita Hessenring, DRK Kita Hainweg, Evangelischer Kindergarten, Kita Heerstraße, Städtische Kita Kiebitzweg, AWO Kita Otto-Witte) und die
- Grundschule Nordenstadt.

Die Buslinie 15 bildet eine Verbindung von Nordenstadt über Erbenheim mit dem Stadtzentrum. Auch die Linien AST35/36, 37, 43, 44, 46, 48 und 262 halten in Nordenstadt, allerdings nicht an allen Haltestellen. Es gibt auch eine Nachtbuslinie (Nightliner), die Linie N2, welche die Nacht über im 90-Minuten-Takt ähnlich der Linie 15 verkehrt.